# Witenwasserenstock
Le Witenwasserenstock est un sommet des Alpes lépontines, en Suisse. Il culmine à 3 084 m d'altitude.

## Géographie
Le Witenwasserenstock se situe dans le fond du Gerental (vallée orientale du Valais) à neuf kilomètres au nord-est du col du Nufenen.
Il se trouve sur la frontière entre les cantons d'Uri et du Valais. À 225 mètres au sud-est de la cime se trouve à 3 025 mètres d'altitude le point triple entre les cantons du Tessin, d'Uri et du Valais.
Ce point triple correspond également à un point de partage des eaux entre la mer Méditerranée, la mer du Nord et la mer Adriatique. Il s'agit donc d'un tripoint hydrographique, c'est-à-dire qu'à son sommet trois bassins versants se rejoignent, celui du Rhône (mer Méditerranée), celui de la Reuss (affluent de l'Aar, bassin du Rhin, mer du Nord) et celui du Tessin (affluent du Pô, mer Adriatique).

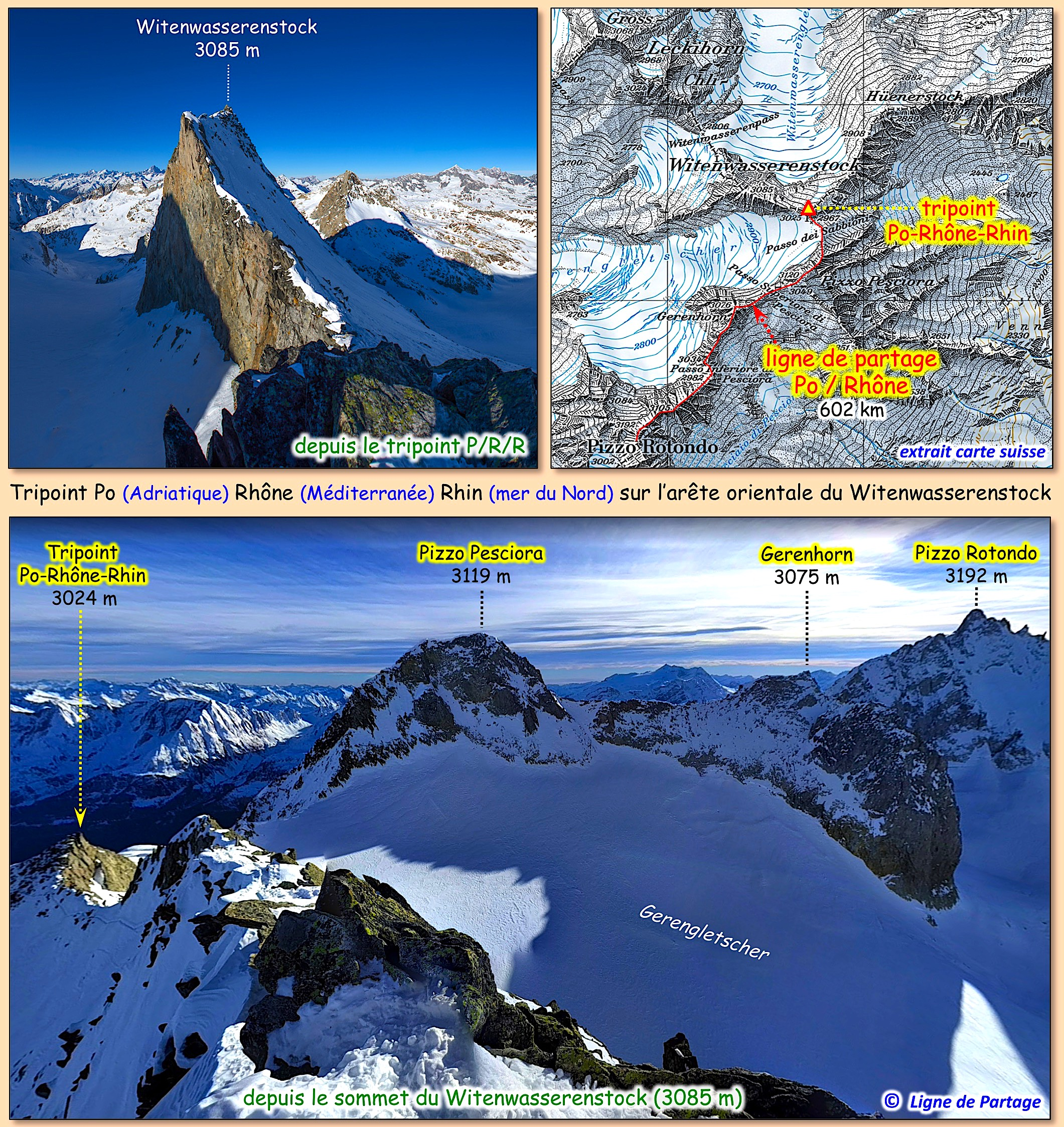
Illustrations du point triple.